# Mojón Grande
Mojón Grande é um município argentino da província de Misiones, situado dentro do departamento San Javier. Se situa em uma latitude de 27° 42' sul e em uma longitude de 55° 10' oeste.
O município conta com uma população de 2.233, segundo o censo do ano 2001 (INDEC).